# Licinio Menenio Lanato
Licinio Menenio Lanato (fl. IV secolo a.C.) è stato un politico e militare romano.

## Primo tribunato consolare
Nel 387 a.C. fu eletto tribuno consolare con Lucio Valerio Publicola, Lucio Emilio Mamercino, Gneo Sergio Fidenate Cosso e Lucio Papirio Cursore.
I tribuni della plebe riproposero la questione dell'assegnazione dell'agro Pontino strappato ai Volsci e vennero create 4 nuove tribù, la Stellatina, la Tromentina, la Sabatina e la Arniense, portando il numero totale delle tribù a venticinque.

## Secondo tribunato consolare
Nel 380 a.C. fu eletto tribuno consolare con Servio Cornelio Maluginense, Gneo Sergio Fidenate Cosso, Lucio Valerio Publicola, Publio Valerio Potito Publicola.
L'anno fu contrassegnato dalle dispute tra patrizi e plebei sulla questione dei cittadini romani tratti in schiavitù per debiti. Dei contrasti interni provarono ad approfittarne gli abitanti di Preneste, che arrivarono fin sotto a porta Collina. Allora per scongiurare il pericolo esterno, ma anche per limitare il potere dei tribuni della plebe, il Senato nominò dittatore Tito Quinzio Cincinnato Capitolino che condusse i romani alla vittoria contro i Prenestini.

## Terzo tribunato consolare
Nel 378 a.C. fu eletto tribuno consolare con Quinto Servilio Fidenate, Spurio Furio Medullino, Marco Orazio Pulvillo, Publio Clelio Sículo e Lucio Geganio Macerino.
Mentre a Roma Patrizi e Plebei dibattevano sulla questione dei cittadini romani condotti in schiavitù, a causa dei debiti non onorati, i Volsci iniziarono a razziare la campagna romana.
Subito fu organizzata una campagna militare, e l'esercito fu diviso in due; Spurio e Marco Orazio entrarono nel territorio dei Volsci lungo la fascia costiera, mentre Quinto Servilio e Lucio Geganio guidavano l'esercito, seguendo una direttrice più interna.
Poiché i Volsci rifiutarono il combattimento in campo aperto, i Romani si limitarono a saccheggiarne le campagne.